# Mikkeli

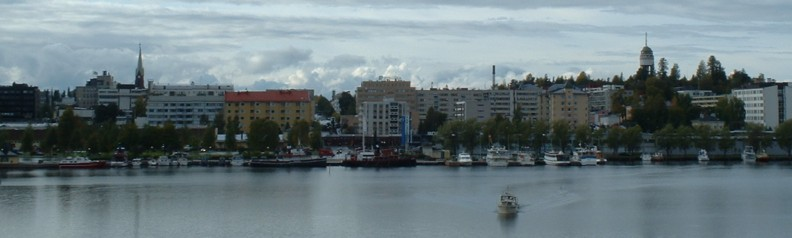
Pohled na město

Mikkeli (švédsky S:t Michel) je finské město v provincii Jižní Savo na břehu jezera Saimaa. Do roku 2010 bylo hlavním městem kraje Východní Finsko. Má 46 612 obyvatel a náleží mu území o rozloze 1622,11 km² (z toho 303,57 km² tvoří vodní plochy). V čase druhé světové války zde sídlil štáb finského národního hrdiny a vrchního velitele finských vojsk, maršála Mannerheima. Je zde několik válečných muzeí včetně muzea vrchního velení.